# Andrej Kvašňák
Andrej Kvašňák (Košice, Checoslovaquia, 19 de mayo de 1936-Praga, 18 de abril de 2007) fue un jugador y entrenador de fútbol eslovaco. En su etapa como jugador profesional se desempeñaba como centrocampista ofensivo.

## Fallecimiento
Murió el 18 de abril de 2007 en Praga a causa de un cáncer de pulmón, a la edad de 70 años.

## Selección nacional
Fue internacional con la selección de fútbol de Checoslovaquia en 47 ocasiones y convirtió 13 goles. Formó parte de la selección subcampeona de la Copa del Mundo de 1962.

### Participaciones en Copas del Mundo
| Mundial                        | Sede   | Resultado      | Partidos | Goles |
| ------------------------------ | ------ | -------------- | -------- | ----- |
| Copa Mundial de Fútbol de 1962 | Chile  | Subcampeón     | 6        | 0     |
| Copa Mundial de Fútbol de 1970 | México | Fase de grupos | 2        | 0     |

### Participaciones en Eurocopas
| Copa          | Sede    | Resultado    | Partidos | Goles |
| ------------- | ------- | ------------ | -------- | ----- |
| Eurocopa 1960 | Francia | Tercer lugar | 1        | 0     |

## Clubes

### Como jugador
| Club              | País           | Año       |
| ----------------- | -------------- | --------- |
| Dukla Pardubice   | Checoslovaquia | 1956-1958 |
| Jednota Košice    | Checoslovaquia | 1958-1959 |
| Sparta Praga      | Checoslovaquia | 1959-1969 |
| Racing de Malinas | Bélgica        | 1969-1972 |
| Viktoria Žižkov   | Checoslovaquia | 1972-1973 |
| TJ Turnov         | Checoslovaquia | 1973-1975 |
| Tatran Zličín     | Checoslovaquia | 1976-1978 |

### Como entrenador
| Club          | País           | Año       |
| ------------- | -------------- | --------- |
| Tatran Zličín | Checoslovaquia | 1976-1978 |

## Palmarés

### Campeonatos nacionales
| Título                 | Club         | País           | Año  |
| ---------------------- | ------------ | -------------- | ---- |
| Copa de Checoslovaquia | Sparta Praga | Checoslovaquia | 1964 |
| Primera División       | Sparta Praga | Checoslovaquia | 1965 |
| Primera División       | Sparta Praga | Checoslovaquia | 1967 |

### Distinciones individuales
| Distinción        | Año  |
| ----------------- | ---- |
| Cena Václava Jíry | 1996 |